# Merete Herrström
Merete Herrström, född 1945 i Köpenhamn, bosatt i Sverige, är en målare, illustratör och författare. Hon målar satiriska bilder, ofta politiska. Hon arbetar även med bokillustrationer.